# Анненков Микола Миколайович
А́нненков Мико́ла Микола́йович (6 (17) грудня 1799, Сергацький повіт, Нижньогородська губернія — 25 листопада (7 грудня) 1865, Санкт-Петербург) — російський військовий і державний діяч, поет-дилетант. Батько генерала Михайла Анненкова.
Належав до столбового (давнього) російського дворянства з Курщини. Син полковника Миколая Никаноровича Анненкова (1751—1829). Навчався у Шляхетному пансіоні при Московському університеті, по закінченні якого 1812 року став студентом університету. У 1813 році вступив на службу до Московського поштамту. 1815 року поступив на військову службу підпрапорщиком до лейб-гвардії Семенівського полку. 1821 року перевівся до лейб-гвардії Преображенського полку. 
1824 року його було призначено ад'ютантом великого князя Михайла Павловича. Служба при дворі сприяла встановленню особливих стосунків із членами імператорської родини, які чимало сприяли службовому зростанню Анненкова. У 1828 році вже в чині полковника він супроводжував Михайла Павловича під час російсько-турецької війни 1828—1829 років. Брав участь при облозі фортець Браїлова, Шумли та Варни.
У 1830-1831 роках був начальником штабу корпусу Остен-Сакена і брав участь у придушенні Польського повстання і 4 травня 1831 року був нагороджений орденом Святого Георгія IV ступеню. 10 вересня 1835 року підвищено до генерал-майора і зарахований до імператорського почту. З 29 березня 1836 до 25 грудня 1837 року командував лейб-гвардії Ізмайлівського полку. 1838 року стає начальником штаба 6-го армійського корпусу.
1842 року призначається директором канцелярії Військовогом іністерства. Нагороджений орденом СВ.Анни 1-го ступеню. У 1844 році отримав чин генерал-лейтенанта і звання генерал-ад'ютанта, а також нагороджено орденом СВ. Володимира 2 ступеню. Наприкінці 1848 року став членом Державної ради. З цього моменту він перетворився на цивільного адміністратора, хоч і в генеральському мундирі. Виконував переважно контрольно-ревізійні доручення. У 1849 році очолив Цензурним комітет і обіймав цю посаду до 1855 року.
У 1850-1851 роках провів масштабну ревізію Західного Сибіру, за що був представлений до ордена Святого Олександра Невського. У своїй звіті він стверджував, що у Сибіру не встановилося ще«міцний устрій, цілком відповідний місцевим і політичним обставинам того краю, після чого імператорським наказом від 17 квітня 1852 року було відновлено Сибірський комитет. 30 листопада 1852 року Анненкова було обрано дійсним членом Імператорського Російського географічного товариства. 
29 травня 1851 року стає сенатором. 30 листопада 1852 року його було обрано дійсним членом Імператорського Російського географічного товариства. 20 березня 1854 року призначається Новоросійським і Бесарабським генерал-губернатором. На цей період припали події Кримської війни. Підпорядковувався командувачам армій у питаннях цивільного адміністрування. Анненкову було надано звання командира корпусу для Бессарабської області, доручалося командувати особливим загоном на випадок висадки ворожих військ в Криму та підтверджувалося право звертатися особисто до імператора у разі виникнення надзвичайних питань. Також опікувався Дунайських козацьким військом, куди отримав дозвіл також записувати волонтерів (добровольців) з балканських народів, переважно греків, болгар і сербів. Генерал-губернатор доручив цьому війську охорону Аккерману, Дністровського лиману. Імператор Олександр II сподівався, що військовий досвід М. М. Анненкова стане в нагоді при налагодженні постачання армії транспортом, продуктами та провіантом, організації лікування поранених. Очолювана ним установа мала також забезпечувати війська картами з докладним описом шляхів з водопоями, пасовиськами, впорядковувати напівофіційні шляхи, відремонтувати на них мости та кладки.  Анненков організував тимчасовий комітет для розподілу коштів, які виділило одеське купецтво як подяку за подовження на три роки чинності порто-франко. ЗО січня 1855 року йому доручили опікуватися територіями, що перебували на воєнному становищі.  
17 квітня 1855 році стає Державним контролером імперії, одночасно отримавши низку високих відмінностей. Його перебування на міністерській посаді збіглося зі складним періодом переходу влади та початком реформ Олександра II. На пропозицію Анненкова вивчення закордонного досвіду зарубіжних країн 27 листопада 1855 року було відряджено кілька відповідальних чиновників, які протягом двох років збирали матеріали щодо системи ревізії у Франції, Німеччині, Англії, Бельгії та США. За підсумками отриманих матеріалів комісія під керівництвом П. П. Гагаріна розробила проект перетворення касового пристрою у Росії. 1856 року стає членом Комітету фінансів. 1858 року отримує чин генерала від інфантерії. 
23 квітня 1861 року нагороджено орденом Св.Володимира 1 ступеню та надано Найвищу милість. від 6 (18) грудня 1862 до 19 (31) січня 1865 року Київський військовий губернатор, Подільський та Волинський генерал-губернатор. У 1863 р. Анненков звернувся до шефа жандармів князя Долгорукова з проханням заборонити друк українського перекладу Біблії:
|  | Добившись же перевода на малороссийское наречие Священного Писания, сторонники малороссийской партии достигнут, так сказать, признания самостоятельности малороссийского языка, и тогда, конечно, на этом не остановятся и, опираясь на отдельность языка, станут заявлять притязания на автономию Малороссии. |

Це подання підготувало ґрунт для появи сумнозвісного Валуєвського циркуляру.
Брав участь у закладанні Нового (Новопланівського) моста в Кам'янці-Подільському 12 (24) червня 1864 року.
Після поразки польського повстання 1863 року приділяв увагу щодо придушення будь-яких національних рухів. Разом з тим противником застосування колективної відповідальності католицької церкви як опори польських повстанців та вважав, що карати слід лише тих, чия провина була доведена, а не цілі групи на основі правопорушень одиниць. Він вважав, що такі дії знижують авторитет влади і, як наслідок, призводять до неповаги до закону та адміністративного апарату серед підданих. Крім того, він був консерватором та стверджував, що ослаблення впливу духовенства відкриє шлях для більш інтенсивної діяльності революційних організацій.
У 1865 році супроводжував тіло спадкоємця престолу цесаревича Миколи Олександровича, що раптово помер від сухот, з Ніцци до Санкт-Петербургу. Але сам по дорозі застудився і помер 25 листопада (7 грудня) 1865 року від запалення легень. Був похований на цвинтарі Воскресенського Новодівичого монастиря.

## Творчість
Був автором віршів, послань, сатир, комедії «Нерішучий» у журналі «Благонамірний» (1820). З 1819 року член Вільного товариства любителів словесності, наук та мистецтв. Перекладав Вольтера, продовжував писати у наступні роки, проте не друкувався.

## Родина
29 липня 1832 року одружився з фрейліною Віри Іванівною Бухаріною (1813—1902), донькою сенатора Івана Яковича Бухаріна (1772—1858) від шлюбу його з Єлизаветою Федорівною Полторацькою (1789—1828). 
Діти:
- Михайло (1835-1899), генерал, член Військової ради.
- Олена (1837-1904, Париж), дружина генерал-майора Йосафа Аркадійовича Нелідова. На початку 1880-х років її салон вважався найкращим у Санкт-Петербурзі.
- Єлизавета (1840-1886), з 1859 одружена з князем В.В.Голіциним (1835-1885)
- Марія (1844-1889), одружена з дипломатом К.В.Струве (1835-1907) [17].
- Олександр (02.07.1845 - ?)
- Олександра (1849-1914), фрейліна двору, з 25 січня 1878дружена з графом Євгеном Вогюе (1846-1909), секретарем французького посольства в Росії